# IBK Söder
IBK Söder startades 1996 är en innebandyklubb från Umeå. Säsongen 2005/2006 slog IBK Söder och Umeå City IBK/2 sina herrlag tillsammans och bildade ett starkt lag som vann Division 3 Västerbotten med hela 12 poäng före serietvåan efter att ha varit jumbotippade. Föreningen klev upp till Division 2 Norra Norrland till säsongen 2006/2007 och spelar sina hemmamatcher i Elofssonhallen.
Utöver herrlaget finns det ett damlag i Division 2 Västerbotten, ett herrutvecklingslag i Division 4 Södra Västerbotten och ett juniorlag.